# أوتو غولشميدت
أوتو غولشميدت (بالألمانية: Otto Goldschmidt)‏ هو أستاذ جامعي وعازف بيانو وملحن ألماني، ولد في 21 أغسطس 1829 في هامبورغ في ألمانيا، وتوفي في 24 فبراير 1907 في لندن في المملكة المتحدة.

## وصلات خارجية
- أوتو غولشميدت على موقع الموسوعة البريطانية (الإنجليزية)
- أوتو غولشميدت على موقع ميوزك برينز (الإنجليزية)
- أوتو غولشميدت على موقع ديسكوغز (الإنجليزية)